# Mordellistena epidendrana
Mordellistena epidendrana es una especie de coleóptero de la familia Mordellidae.

## Distribución geográfica
Habita en la (República Dominicana).